# Colombaro (Formigine)
Colombaro è una frazione di 1 380 abitanti, nel comune di Formigine in provincia di Modena. Dista dalla sede comunale circa 6 chilometri.

## Storia
Insediamenti umani sono attestati da ritrovamenti archeologici di età paleolitica inferiore, neolitica, terramaricola, preromana - forse etrusca -, romana imperiale. Importante il dolio romano con sigillo paleocristiano del III sec.
Il nucleo abitativo attuale si è aggregato, nel corso dei secoli, lungo la strada nei pressi del monastero benedettino con ospitale di San Giacomo al Colombaro, attestata dal XII secolo.
Sempre limitato a qualche centinaio di abitanti, ha raggiunto il numero di circa 800 negli scorsi anni settanta, a partire dai quali ha vissuto un'importante ma non traumatica crescita fino a raggiungere la quota attuale.
A partire dal 1987 l'antica tenuta agricola La Tegagna è stata trasformata in grande campo da golf a 18 buche, sede del Modena Golf & Country Club. È stato inaugurato nel 1991 dal progettista, il campione tedesco Bernhard Langer. Nel 2010 ha ospitato i Campionati Nazionali Foursome. Vi si tiene regolarmente la gara Pro-Am Città di Modena.
La località è sede dell'A.S.D. Colombaro, che ha vinto il campionato calcistico di Prima Categoria 2012-2013 e giocherà in Promozione il 2013-2014.
Come territorio, la Parrocchia di San Giacomo il Maggiore in Colombaro include anche una ventina di abitazioni e alcune decine di abitanti di Via Fonda e di Via Vandelli, appena oltre il confine comunale di Maranello.

## Priori e Rettori della Pieve del Colombaro
- 1600/1633 Don Francesco Cavani Priore
- 1634/1637 Don Francesco Lenzotti Priore
- 1638/1647 Don Giacomo Cavani Priore
- 1648/1660 Don Sebastiano Adani Priore
- 1660/1681 Don Domenico Bellei Priore
- 1682/1734 Don Domenico Ferrari Priore
- 1734/1735 Don Domenico Ferrari (omonimo e parente)
- 1735/1775 Don Simone Manzini (primo Rettore)
- 1776/1813 Don Gio Batta Manfredi (Rettore e poi Curato dal 1794)
- 1813/1824 Don Leopoldo Mucci Curato
- 1824/1869 Don Matteo Tonozzi Curato
- 1870/1889 Don Arcangelo Zanni Curato
- 1890/1936 Don Giuseppe Pasini Curato
- 1937/1967 Don Luigi Giberti Curato
- 1967/1981 Don Francesco Domati Curato
- 1981/1992 Don Renzo Franchini Curato
- 1992/2000 Don Faustino Pinelli
- 2000/2000 Don Luigi Berselli Curato
- 2000/2012 Don Andrea Giannelli Curato
- 2012/....  Don Gabriele Semprebon Curato

## Monumenti
- Pieve di San Giacomo, già Priorato di San Giacomo al Colombaro, poi Abbazia in commenda, sec. XII.
- Torre del Priorato, sec. XIII.
- Villa Lucchi, secc. XVIII-XIX.
- Villa Maria (o Aggazzotti), sec. XIX, dimora estiva degli ultimi anni di Francesco Aggazzotti. La costruzione in stile eclettico-neorinascimentale, con tutte le sue adiacenze, sostituì la storica dimora della famiglia, La Ca' Bella, che venne demolita.[6]
- Villa Aggazzotti Pezzuoli, secc. XIX-XX, dimora estiva di Alberto Aggazzotti e poi della figlia Rosanna con il marito Giuseppe Pezzuoli e la famiglia.
- Cipressi bisecolari nel Giardino dei Caduti, posti a dimora nel 1827.
- La priora Priorato di Colombaro. A sud dell'abitato di Colombaro e precisamente dietro la Pieve Romanica a circa 200/300 metri sorge la più antica struttura abitativa di tutto il circondario , si tratta della Priora costruita approssimativamente dal 1250 DC al 1350 DC all'epoca possedimento del Priorato di Colombaro e ora in stato di deplorevole e incomprensibile abbandono , il luogo è sito in proprietà privata ma visitabile solo dall'esterno , visto la fatiscenza dello stabile.

## Infrastrutture e trasporti

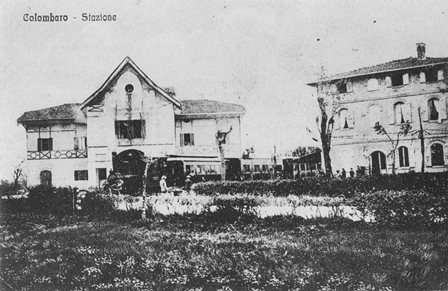
Stazione di Colombaro

Fra il 1893 e il 1937 Colombaro ospitò una stazione della tranvia Modena-Maranello. Il progetto di trasformazione come ferrovia della stessa e prolungamento fino a Pavullo nel Frignano, pur cantierato e giunto un avanzato stato di realizzazione, non fu mai attuato.